# Andreas Dahlén
Andreas Dahlén, född 11 december 1982, är en svensk före detta fotbollsspelare.
Dahlén skrev på för Gefle IF i december 2006 och spelade tre säsonger för klubben. I början av december 2009 tackade han nej till att fortsätta i klubben och skrev på för Hansa Rostock i den tyska andradivisionen (2. Bundesliga). 
Den 20 maj 2010 publicerades ett rykte i media  att Dahlén kommer att skriva på för Djurgårdens IF. Det blev dock aldrig verklighet vid den tidpunkten då Dahlén någon senare skrev på för FSV Frankfurt, men i januari 2012 fick de gamla ryktena nytt liv och den 25 januari 2012 skrev Dahlén på ett halvårskontrakt för Djurgården  då klubben behövde en ersättare till Joel Riddez som inte bedömdes tillräckligt återhämtad efter 2011 års hälsoproblem. Det meddelades samtidigt att det kommer att finnas en option till förlängt kontrakt med Djurgården.
Efter säsongen 2015 avslutade Dahlén sin fotbollskarriär.

## Seriematcher & mål
- 2012 (1): 24 / 0 (Djurgården)
- 2011/12 (2): ? (FSV Frankfurt)
- 2010/11 (2): ? (FSV Frankfurt)
- 2009/10 (2): 12 /2 (Hansa Rostock)
- 2009 (1): 26 / 1
- 2008 (1): 21 / 0
- 2007 (1): 12 / 0
- 2006 (2): 24 / 0
- 2005 (2): 15 / 0
- 2004 (2): 17 / 0

Förklaringar: (1) = Allsvenskan, (2) = Superettan eller 2. Bundesliga.